# 수사반장
《수사반장》은 MBC TV에서 제작 · 방송되었던 지상파 유일의 범죄 수사 드라마이다. 1971년 3월 6일부터 1984년 10월 18일까지 681회로 막을 내렸지만, 반 년 만에 다시 재개해 1985년 5월 2일부터 1989년 10월 12일까지 방영되었다. 이후 드라마가 종영된 후 1989년 10월 26일부터 1989년 12월 28일까지 《80년대 10대사건 시리즈 - 범죄》를 방영하였다.
이후 새로 개국한 MBC ON에서 다시 방송하였다.
한편, 최불암(반장 역)은 해당 작품을 통해 1회 한국방송대상 TV 남자연기상 수상의 영예를 안은 바 있다.

## 연출진
오랜 기간 방영되면서 허규, 박철, 유흥렬, 이연헌, 이효영, 강철호, 이병훈, 고석만, 최종수, 김지일, 김종학, 김승수 등 많은 PD가 연출을 담당하였다.

## 등장 인물
- 문화방송 전속 탤런트가 대부분 출연했으며, 특히 범인역으로 이계인, 송경철, 조형기, 변희봉 등이 자주 출연한 바 있다.[1]

### 수사반
- 최불암 : 박영한 반장 역
- 김상순 : 김 형사 역
- 김호정 : 서 형사 역
- 조경환 : 조 형사 역
- 남성훈 : 남 형사 역[4]

### 여순경
순경보다는 그 당시에는 ‘여순경’이라고 호칭하였기에 그 당시 대로 표기함.
- 김영애
- 염복순
- 안옥희
- 이금복
- 김화란
- 오미희
- 이휘향
- 윤경숙
- 노경주

### 기타 경찰
- 전운 : 경찰서장 역

### 특집편

#### 300회 - 남편은 화물 아내는 화주
- 강계식 : 이봉식 역
- 김혜자 : 이봉식의 부인 역
- 추송웅 : 택시기사 김규만 역
- 이수나 : 대성여인숙 주인장 역
- 박원숙 : 만경여인숙 아가씨 역
- 나문희 : 카페 아가씨 역
- 김영옥 : 임산부 역
- 김영애 : 조경환의 애인 역
- 변희봉 : 버스회사 서울사무소 직원 역
- 박상조
- 박규채
- 박은수

#### 400회 - 종점
- 송경철
- 임문수
- 이대근
- 오미연
- 정혜선
- 백인철
- 나영진
- 박규채
- 임채무
- 남능미
- 김영애
- 한미영
- 황치훈

#### 500회 - 사천만의 눈동자
- 이정길 : 유괴아동의 아버지 역
- 고두심 : 유괴아동의 어머니 역
- 이영후
- 박상조
- 강인덕
- 박영지
- 김용림
- 김영옥
- 최은숙
- 한인수
- 김호영
- 차윤희
- 최선균
- 이묵원
- 이운우
- 최낙천
- 나성균
- 김소원
- 강문희
- 안재은
- 김정훈

## 80년대 10대사건 시리즈 - 범죄

### 방송 시간
| 방송 채널 | 방송 기간                           | 방송 시간               | 방송 분량 |
| --------- | ----------------------------------- | ----------------------- | --------- |
| MBC TV    | 1989년 10월 26일 ~ 1989년 12월 28일 | 목요일 밤 8시 5분 ~ 9시 | 55분      |

### 작품 리스트
| 순번 | 제목              | 방송 일자        | 내용 | 출연진 | 극본   | 연출   |
| ---- | ----------------- | ---------------- | --- | --- | ------ | ------ |
| 1    | 유전무죄 무전유죄 | 1989년 10월 26일 | 지강헌 탈주 사건 이감중이던 미결수 12명이 호송버스를 탈취해서 집단탈주, 8일간 다섯 차례의 인질극 끝에 체포되는 사건을 그렸다. | 이계인, 윤철형, 김홍석, 강상구, 김영일, 양재만, 조용태, 차재성, 손원일                                         | 김정   | 소원영 |
| 2    | 황홀한 비상       | 1989년 11월 2일  | 사진작가 죽음 연출 사건 직업이 면도사인 김정희가 시체로 발견되고 경찰은 이를 자살로 판단한다. 수사중 단골손님인 이동철을 알게 되고 사진작가인 그의 사진세계에서 이상함을 발견, 사건 현장에서 필름을 발견하고 그의 암실을 수색하여 김정희의 죽어가는 모습들의 사진을 발견하고 체포한다. | 정동환, 최현미, 조명남, 권재희, 정진, 추석양, 오승룡, 이희도,나성균, 김지영, 김찬구, 조성숙, 홍승이            | 김남   | 김수룡 |
| 3    | 대도 조세형       | 1989년 11월 9일  | 조세형 탈주 사건 손재주 하나로 대낮에 철통같은 경비를 뚫고 부유한 특권층만을 털던 조세형은 검거되지만 얼마 후 탈옥하고 이에 서울 전역에 비상망이 쳐진다. 조세형은 마지막으로 한탕하려다 발각되고 결국 검거되고 만다. | 이동신, 조혜수, 이미지, 엄유신, 홍승옥, 박예숙, 이의일, 이성용, 홍민우, 윤관용, 이창환, 문창근, 순동운         | 김광수 | 소원영 |
| 4    | 살아만 있어다오   | 1989년 11월 16일 | 원혜준 유괴 사건 결혼준비로 돈이 필요했던 한오석은 혜준을 납치하여 다음날 목졸라 죽이고 혜준의 부모를 협박하여 은행에 돈을 입금시키도록 하고 현금카드로 빼간 후 아이는 잃어버렸다며 시간을 끈다. 경찰이 통장을 출금정지시키자 잔금에 연연한 한오석은 전화로 계속 협박하나 기계가 현금카드를 반환하지 않자 잔금을 포기하고 잠적한다. 경찰은 이에 대담하게 공개수사를 벌이고 전화 통화시 녹음했던 목소리를 텔레비전을 통해 전국에 방송하게 된다. 한오석은 구멍가게 아저씨의 신고로 단순 용의자로 조사중 도망침으로써 범인임이 밝혀진다. 그는 숨을 곳이 없자 가짜 자살극까지 벌이다가 결국 자수하고 만다. | 홍학표, 최상훈, 김용선, 한인수, 전인택, 송영웅, 오현섭, 신복숙, 한창호                                         | 박찬성 | 김준호 |
| 5    | 노다지 별곡       | 1989년 11월 23일 | 토지 사기 사건 사람들의 사행심리를 이용하여 온천 개발을 빙자한 대규모 토지사기를 벌이고 교묘히 법까지 피해나간다. 사기꾼들은 돈을 가지고 있으면 위험할 것 같아 믿을 만한 곳에 모든 돈을 투자한다. 투자한 곳의 영업상무를 우연히 만나는데 그들은 옛날 친구들, 순간 사기꾼들인 것을 눈치채고 사기꾼들 간에 격투가 벌어진다. | 박규채, 변희봉, 임문수, 김수일, 고설봉, 김석옥, 김민정, 정진, 오승명, 박경현, 주호성, 문회원, 박경순           | 한대희 | 김수룡 |
| 6    | 또 하나의 유배    | 1989년 11월 30일 | 인신매매 사건 한 부인이 거리에서 인신매매되어 섬으로 팔려간 후에 극적으로 배를 전세내어 탈출하지만 남편과 이웃들에게 따돌림을 받는 애환을 그렸다. | 오경애, 전무송, 김지영, 김영옥, 최낙천, 정혜승, 국정환, 송경철, 김옥만, 김순경, 김명희, 김진구                 | 최연지 | 김준호 |
| 7    | 땡과 따라지       | 1989년 12월 7일  | 도박 사건 진실하게 살아가려는 한 젊은이가 서서히 노름에 빠져들자 이를 지켜보던 박씨 아저씨가 끼어들어 판돈을 쓸어버린다. 후에 박씨 아저씨가 박건달이란 유명한 노름꾼인 것을 알아내고 산으로 유인, 돈을 뺏으려 하자 돈을 내준다. 이 돈을 서로 차지하려 자기들끼리 싸움이 벌어진다. | 전운, 맹상훈, 남영진, 박경순, 박윤배, 서권순, 이숙, 차윤희, 한태일, 이원재, 강수영                             | 김정   | 소원영 |
| 8    | 우리는 람보       | 1989년 12월 14일 | 포항 떼강도 사건 세차장에서 일하는 4명의 청년은 돈이 필요하자 자신들이 일하는 세차장의 금고를 털어 도망치고 이를 계기로 람보파를 만든다. 택시강도를 시작으로 살인, 강간을 하는 등 차마 사람의 짓이라 할 수 없는 범행을 경북 일대에서 저지르고 결국 경찰에 포위되자 농약하고 총으로 자살을 기도하고 이때 경찰에 모두 검거된다. | 김두삼, 이희도, 고영준, 강팔순, 김기주, 전인택, 한규희, 남능미, 김찬구, 노정아, 국정환, 윤창우, 서영애, 최현미 | 이홍구 | 김수룡 |
| 9    | 천국에의 초대     | 1989년 12월 21일 | 마약 사건 유흥업소에서 기타를 치는 청년은 흥이 나지 않자 업소의 종업원을 통해 마약을 사용하게 되고 그의 부인의 노력에도 불구하고 결국 마약으로 청년은 부인과 자식 그리고 자신의 집에 불을 질러 파멸하고 만다. | 김주영, 이미지, 홍순창, 박상조, 김석옥, 김지영, 이수나, 서영애, 김영일                                         | 고선희 | 김준호 |
| 10   | 회전무대          | 1989년 12월 28일 | 80년대 범죄 양상 분석 수사반장과 10대사건 시리즈를 결산하면서 80년대 범죄가 갖는 특징들을 무대연극으로 재구성하고, 그 동안 수사반장으로 출연했던 최불암과 서울시경 형사과장 최중락 총경의 대담으로 진행하였다. | (해설) 최불암 (출연) 신충식, 한인수, 조명남, 김찬구, 김두삼, 전인택, 문용철, 한상미                            | 김춘수 | 김수룡 |

## 참고 사항
- 수사반장의 기획 의도 자체가 일제시대와 독재정권으로 크게 실추된 경찰의 이미지를 향상시키기 위함이었으며, 이 때문에 현실성 짙은 소재로 가미하면서 다양한 인간 군상의 모습을 담기 위해 많은 노력을 기울였다. 그 결과 20년에 달하는 긴 기간 동안 많은 인기를 얻으며 대한민국에 수사드라마를 성공적으로 정착시켰다.
- 《살인의 추억》에서 형사들이 텔레비전을 통해 수사반장을 보는 장면이 등장한다.
- 수사반장에 출연한 주요 경찰관 배역의 배우들은 장기간 경찰의 인간적 모습을 담아온 공로를 인정받아 전원 명예 경찰관이 되었다.[6] 수사반장 역의 최불암은 명예경정, 수사관 역의 김상순은 명예경감, 조경환과 남성훈은 명예경위, 순경 역의 노경주는 명예경사에 각각 임관되었다. 이후 최불암은 2012년에 명예총경으로 진급되었다.
- 수사반장에 출연한 주요 경찰관 배역의 배우들은 아이러니하게도 낮은 순서대로 먼저 세상을 떠났다. 김호정은 1978년 사망, 남성훈은 2002년 사망, 조경환은 2012년 사망, 김상순은 2015년 사망해서 현재 생존한 배우는 제일 높은 최불암이다.
- 이 드라마에서 최불암은 명언을 남겼는데 그 내용이 "빌딩이 높을수록 그림자는 길어진다."였다.
- 초기에는 지나치게 현실감이 떨어진다는 것 때문에 실제 경찰에게 자문을 요청할 수밖에 없었는데, 당시 최우수 수사관으로 뽑힌 최중락 총경이 자문을 담당했다. 최중락은 촬영팀을 경찰서에 근무하는 경찰관과 동일한 경험을 하도록 하여 현실감을 높이는 데 결정적으로 기여하였다.[7] 이에 따라 최불암을 비롯한 경찰 역의 배우들은 실제로 경찰종합학교에 입교하여 경찰간부훈련을 받고 진짜 경찰과 다름없는 생활을 했다.
- 인기가 수직 상승하자 수사반장 촬영 도중 최불암을 진짜 경찰로 오인하고 도망치는 실제 범죄자들을 검거하는 해프닝이 발생하기도 하였다.
- 드라마 라이프 온 마스 1회에서 주인공 한태주가 TV를 틀었는데 수사반장이 나온다.
- 다시보기를 통해 1980년대 방영작으로 화질 및 음질이 고르지 못한 부분이 있다.

## 로고

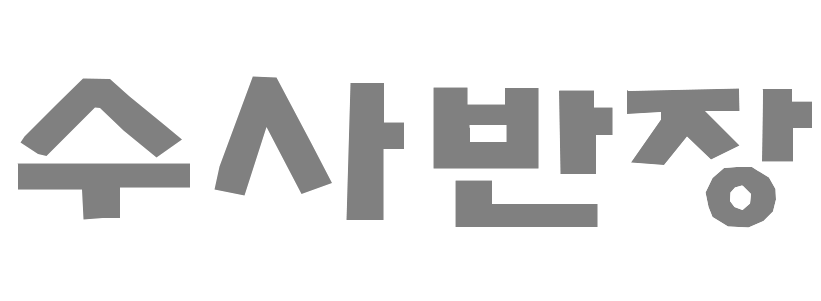
구형 사용(1971 ~ 1984년)
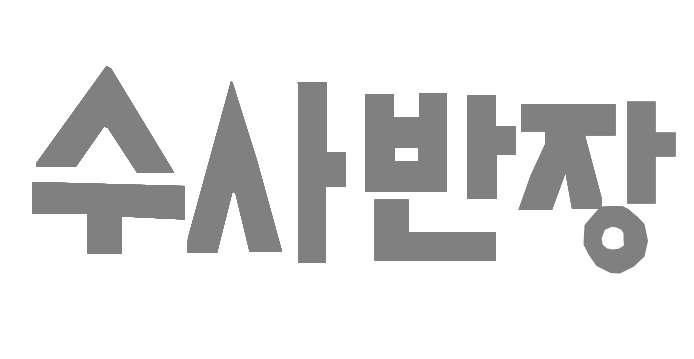
구형 사용(1977년, 300회 특집)
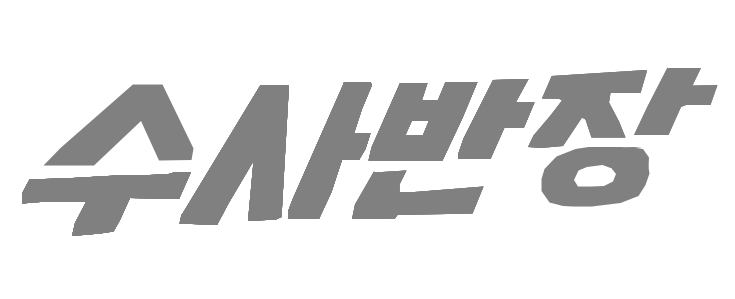
구형 사용(1979년, 400회 특집)
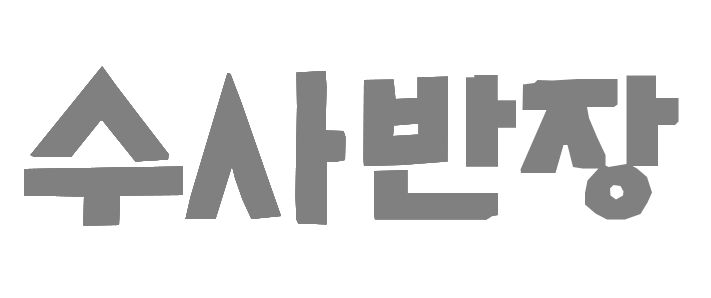
구형 사용(1985 ~ 1987년)
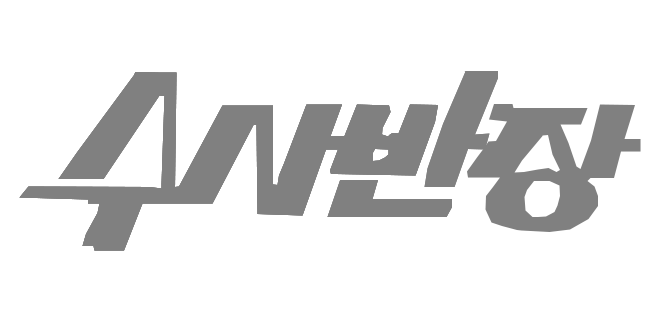
구형 사용(1987년 ~ 1989년)

## 수상 경력
- 1973 제 1회 한국방송대상 TV 남자연기상(최불암)[8]
- 1975 제 11회 백상예술대상 작품상
- 1978 제 5회 한국방송대상 TV연출상(이연헌)[9]

## 같이 보기
- 수사반장 1958